# New Lexington (Ohio)
New Lexington es una villa ubicada en el condado de Perry en el estado estadounidense de Ohio. En el Censo de 2010 tenía una población de 4731 habitantes y una densidad poblacional de 937,22 personas por km².

## Geografía
New Lexington se encuentra ubicada en las coordenadas 39°43′0″N 82°12′24″O / 39.71667, -82.20667. Según la Oficina del Censo de los Estados Unidos, New Lexington tiene una superficie total de 5.05 km², de la cual 5.04 km² corresponden a tierra firme y (0.1%) 0.01 km² es agua.

## Demografía
Según el censo de 2010, había 4731 personas residiendo en New Lexington. La densidad de población era de 937,22 hab./km². De los 4731 habitantes, New Lexington estaba compuesto por el 97.89% blancos, el 0.47% eran afroamericanos, el 0.21% eran amerindios, el 0.15% eran asiáticos, el 0.06% eran isleños del Pacífico, el 0.15% eran de otras razas y el 1.08% pertenecían a dos o más razas. Del total de la población el 0.59% eran hispanos o latinos de cualquier raza.